# Peter Steele
Peter Thomas Ratajczyk (4. ledna 1962 – 14. dubna 2010), známý jako Peter Steele,  byl americký zpěvák, hudebník a skladatel, který působil jako zpěvák, baskytarista a skladatel gothic metalové kapely Type O Negative. Před Type O Negative založil ještě metalovou skupinu Fallout a posléze thrash/crossover metalové trio Carnivore.
Mezi poznávací znaky Petra Steela patřil jeho hluboký hlas, nepřehlédnutelná dvoumetrová postava a osobitý smysl pro humor. V roce 1995 pózoval pro dámský magazín Playgirl a dostal se na jeho titulní stranu. „Jeho texty byly často velice osobní, vyrovnávaly se s láskou, ztrátou a závislostí.“ Peter Steele opakovaně uváděl Black Sabbath a The Beatles jako své klíčové hudební vzory. Zemřel 14. dubna 2010 na sepsi v důsledku protržení a krvácení tlustého střeva ve věku osmačtyřiceti let.

## Život
Peter Steele se narodil v Red Hook (část Brooklynu) do římskokatolické rodiny a chodil na střední školu Edward R. Murrow High School ležící v brooklynském sousedství Midwood. Jeho otec byl polského původu a matka skotsko-irského původu. Vyrůstal v brooklynských sousedstvích Bensonhurst a Brighton Beach, na což později často odkazoval ve svých písních. Narodil se jako nejmladší z šesti dětí, měl pět starších sester. Jeho otec bojoval ve 2. světové válce a později pracoval v lodním doku. Peter Steele začal brát hodiny kytary ve 12 letech, po půl roce se přeorientoval na baskytaru.
Nějakou dobu pracoval pro New York City Department of Parks and Recreations do doby, než v létě roku 1994 začal s Type O Negative jezdit na turné. Po dobu tohoto zaměstnání sídlil v Brooklyn Heights Promenade, kde pracoval jako údržbář parku, řídil popelářská auta či parní válce; nakonec byl povýšen na správce Central Parku. Peter Steele považoval tento úsek svého života, tj. práci pro oddělení parků, za jeden ze svých nejšťastnějších; prakticky od založení Type O Negative až do konce svého života zmiňoval, že by byl býval udělal lépe, kdyby v zaměstnání zůstal.

## Hudební kariéra
V roce 1979 Peter Steele založil metalovou skupinu Fallout. Ve skupině mimo jiné působil také Josh Silver, pozdější klávesista Type O Negative. Skladby Fallout těžily především z Peterovy nebývale edukované slovní zásoby a neotřelých nápadů. Vydali však všeho všudy pouze jedno EP (Batteries Not Included). V roce 1982 se Fallout rozpadl, načež vznikla thrash metalová skupina Carnivore. Texty, které Peter psal pro Carnivore, byly většinou hrubé, vztahující se k náboženství, válce, rasové nesnášenlivost a misogynii. V roce 1985 vydali své debutové eponymní album. V roce 1986 Peter napsal slova k několika písničkám k albu Cause for Alarm hardcore-punkové kapely Agnostic Front. V roce 1987 Carnivore vydali druhé album Retaliation, avšak o rok později se rozpadli - jedním z důvodů byla Peterova neochota vzdát se stabilní práce a plně se živit hudbou.

## Type O Negative
Kapela Type O Negative vznikla v roce 1989 zejména na popud jejího prvního bubeníka Sala Abruscata, který Petera přemluvil, aby upustil od svého záměru stát se newyorským policistou. Spolu s Joshem Silverem (klávesy), Kennym Hickeym (kytara) a Salem Abruscato tak Peter vytvořil Type O Negative. Kapela se měla původně jmenovat „Repulsion“, ale musela se přejmenovat v roce 1990 kvůli tomu, že se už tak jmenovala jiná grindcorová kapela. Kapela pak použila jméno „Subzero“. Peter už měl v té době vymyšlené tetování s minusem uprostřed nuly, které chtěl původně prezentovat kapele jako logo Subzero. Opět se však ukázalo, že kapela s názvem Subzero už existuje, a tak vznikl název „Type O Negative,“ když Peter slyšel v rádiu poptávku po dárcích krve 0 negativní. Když Type O Negative podepisovali smlouvu s Roadrunner Records, Peter měl údajně podepsat svoji část smlouvy směsí své krve a svého spermatu; tento mýtus v nedávném rozhovoru vyvrátil Kenny Hickey, který uvedl, že Peter ve skutečnosti smíchal barvivo a tělové mléko.
Debutové album kapely s názvem Slow, Deep and Hard bylo vydáno v roce 1991. Ve skutečnosti se jednalo o pouhé demo nahrávky, které kapela nahrála ještě pod starým názvem Repulsion. Na tomto albu jsou ještě patrné pozůstatky Peterovy éry s Carnivore, i když už kombinované s prvky doom metalu. Hudbu prý Peter napsal během jedné noci po rozchodu s přítelkyní, texty jsou proto protkané tématy zlomeného srdce, touhy po pomstě a sebevražedných sklonů. Podle svých slov se měl Peter sám skutečně pokusit o sebevraždu: „15. října 1989 jsem si podřezal žíly. Můžu říct jen to, že jsem se zamiloval do špatné osoby.“ Na přebalu alba je přiblížený a rozostřený detail průniku penisu do vaginy.
Během evropského turné na podporu tohoto alba se Peter Steele kvůli svým sociálním a politickým názorům stal předmětem značné kontroverze – některými lidmi byl dokonce označen za nacistu, a to i přes skutečnost, že klávesista skupiny Josh Silver je židovského původu.
V roce 1992 Type O Negative vydali své druhé album The Origin of the Feces (slovní hříčka na Darwinovu teorii O původu druhů), které bylo pojaté jako živý záznam z koncertu. Ve skutečnosti se však jednalo o publikum složené z přátel členů kapely, které bylo dodatečně nahráno a přidáno k nahrávkám. Přebal alba původně tvořila detailní fotografie Peterova řitního otvoru, která byla z komerčních důvodů nahrazena dřevorytinou Michaela Wolgemuta Tanec smrti z roku 1493.